# Paul J. Crutzen
Paul J. Crutzen, född 3 december 1933 i Amsterdam, död 28 januari 2021 i Mainz, Tyskland, var en nederländsk ingenjör, meteorolog och kemist. Han tilldelades 1995, tillsammans med Mario J. Molina och F. Sherwood Rowland, Nobelpriset i kemi "för deras arbeten inom atmosfärkemin, speciellt rörande bildning och nedbrytning av ozon".

## Utbildning och tidig karriär
Efter gymnasiet genomgick Crutzen en treårig ingenjörsutbildning (varav ett år var teknisk praktik) i väg- och vattenbyggnad på yrkeshögskolenivå (Middelbare Technische School). Från 1954 till 1958 arbetade han vid Amsterdams stads brokonstruktionsbyrå. I februari 1958 flyttade han och hans nyblivna finländska fru Terttu Soininen till Sverige och bosatte sig i Gävle, där Crutzen hittat ett byggingenjörsarbete vid en konstruktionsbyrå. Samma år sökte han ett arbete som programmerare vid meteorologiska institutionen vid Stockholms högskola och fick det. 1 juli 1959 tillträdde han denna anställning, där Bert Bolin nyligen efterträtt Carl-Gustaf Rossby som institutionens professor. Crutzen utförde allehanda programmeringsuppgifter, bland annat för tidiga numeriska modeller för väderprognoser, skrivna i maskinkod.
Parallellt med arbetet tog han del av samma undervisning som institutionens studenter, och 1963 kunde han ta en filosofie kandidatexamen i matematik, matematisk statistik och meteorologi vid Stockholms universitet. Däremot studerade han inte fysik eller kemi, eftersom dessa ämnen krävde omfattande närvaro vid laborationer som inte gick att kombinera med hans programmeringsarbete. Han fortsatte därefter med forskarstudier till en filosofie licentiatexamen, som han avlade 1968. Istället för att fortsätta med väderprognosmodeller inriktade han sitt forskningsarbete på mer kemiska frågeställningar i form av ozon i stratosfären, efter att ha blivit intresserad av detta i mitten av 1960-talet. 1973 blev han filosofie doktor vid Stockholms universitet.
Under hela sin tid i Sverige förblev han nederländsk medborgare.

## Crutzens forskning
I jordens atmosfär finns små mängder ozon, en gas vars molekyler består av tre syreatomer (O3). Trots att ozon förekommer i låga halter spelar det en ytterst fundamental roll för livet på jorden. Ozonet, tillsammans med den vanliga syrgasen (O2), förmår nämligen absorbera den största delen av solljusets ultravioletta strålar och därigenom hindra att denna farliga strålning når jordytan. Utan ett skyddande ozonlager i atmosfären skulle djur och växter inte kunna existera, i varje fall inte på land. 
Crutzens, Molinas och Rowlands forskning har klargjort hur ozon bildas och bryts ner genom kemiska processer i atmosfären. De har också visat hur känsligt ozonskiktet är för påverkan från människans utsläpp av olika ämnen i atmosfären. Genom att tidigt varna för följderna av till exempel okontrollerat utsläpp av freoner startade de den debatt som senare ledde till lagstiftning i de flesta länder mot sådana utsläpp.
Crutzen är sedan 1992 utländsk ledamot av Kungliga Vetenskapsakademien och Kungliga Ingenjörsvetenskapsakademien.
Crutzen föreslog år 2000 införandet av en ny geologisk epok, antropocen, som börjar omkring år 1850.  Crutzen ser mänsklig påverkan av jordens miljö som så signifikant att det motiverar införandet av en ny geologisk epok.

## Utmärkelser
- Asteroiden 9679 Crutzen[18]

- Leo Szilard Lectureship Award,  1985[19]
- Tyler Prize for Environmental Achievement,  1989[20]
- Volvos miljöpris,  1991[21]
- Bundesstiftung Umwelts miljöpris,  1994[22]
- Max Planck forskningspris,  1994
- Nobelpriset i kemi, med  Mario Molina och F. Sherwood Rowland,  1995[23][24]
- Kommendör av Nederländska Lejonorden,  26 april 1996[25]
- Hedersdoktor vid Université de Bourgogne,  17 juli 1997[26][8]
- Hedersdoktor vid Joseph Fourier-universitetet,  1 januari 2005[7]
- Utländsk ledamot av Royal Society,  2006[27]
- Hedersdoktor vid Università Ca' Foscari Venezia,  2010
- Lomonosov-guldmedaljen,  2019
- Hedersdoktor vid Université catholique de Louvain
- Hedersdoktor vid  Atens universitet
- Hedersdoktor vid Universitetet i Liège
- Hedersdoktor vid Tel Aviv University
- Förbundsrepubliken Tysklands förtjänstorden - stora kommendörskorset med stjärna
- Humboldtpriset
- Alexander von Humboldt-stipendiat
- Fellow of the American Geophysical Union

[Redigera Wikidata]